# Trichoptya caradrinoides
Trichoptya caradrinoides là một loài bướm đêm trong họ Noctuidae.